# Ачаповский, Арсений Андреевич
Арсений Андреевич Ачаповский (бел. Арсеній Андрэевіч Ачапоўскі; род. 17 декабря 2002, Солигорск, Минская область) — белорусский футболист, нападающий клуба «Слуцк».

## Карьера

### «Шахтёр» Петриков
Воспитанник футбольной академии солигорского «Шахтёра». В 2019 году стал выступать за дублирующий состав клуба. В марте 2021 года перешёл в фарм-клуб петриковский «Шахтёр». Дебютировал за клуб 18 апреля 2023 года в матче против дзержинского «Арсенала», выйдя на замену на 60 минуте. Первым результативным действием за клуб отличился 15 мая 2021 года в матче против «Барановичей», отдав голевую передачу. Дебютный гол за клуб забил 3 июля 2021 года в ответном матче против дзержинского «Арсенала». В августе 2021 года футболист вернулся в распоряжение солигорского клуба.
В марте 2022 года футболист снова присоединился к петриковскому «Шахтёру». Первый матч за клуб в сезоне сыграл 14 мая 2022 года против «Островца», выйдя на замену на 80 минуте. В следующем матче 22 мая 2022 года против «Молодечно-2018» футболист отличился первыми забитыми голами, оформив дубль. Затем футболист смог закрепиться в основной команде петриковского клуба, став одним из ключевых игроков. По итогу сезона футболист отличился 5 забитыми голами и 3 результативными передачами, а также стал бронзовым призёром Первой лиги. В январе 2023 года футболист покинул клуб.

### «Слуцк»
В феврале 2023 года футболист присоединился к «Слуцку». Дебютировал за клуб футболист 5 марта 2023 года в четвертьфинальном матче Кубка Белоруссии против мозырской «Славии». В ответом матче 12 марта 2023 года футболист отличился дебютным забитым голом за клуб, однако мозырская «Славии» по сумме встреч оказалась сильнее и прошла в следующий раунд. Дебютный матч в чемпионате футболист сыграл 19 марта 2023 года против «Энергетика-БГУ», выйдя на поле в стартовом составе. Свой первый гол за клуб в чемпионате футболист забил 10 июня 2023 года в матче против новополоцкого «Нафтана». На протяжении всего сезона футболист был игроком замены, регулярно появляясь на поле со скамейки запасных, отличившись 3 забитыми голами и результативной передачей во всех турнирах. По итогу сезона футболист вместе с клубом завершил чемпионат на итоговом восьмом месте.
В январе 2024 года футболист продлил контракт с слуцким клубом ещё на сезон. Новый сезон за клуб футболист начал 17 марта 2024 года с матча против «Гомеля», выйдя на поле в стартовом составе.